# Diamesa albicornis
Diamesa albicornis är en tvåvingeart som först beskrevs av Maurice Emile Marie Goetghebuer 1939.  Diamesa albicornis ingår i släktet Diamesa och familjen fjädermyggor.
Artens utbredningsområde är Tyskland. Inga underarter finns listade i Catalogue of Life.